# Chariots of Fire (BWO)
Chariots of Fire är skriven av Anders Hansson, Alexander Bard, Martin Rolinski och Marina Schiptjenko. Det var den fjärde och sista singeln  från BWO:s album Halcyon Days.  Singeln släpptes den 22 november 2006. Den släpptes i Storbritannien den 14 maj 2007.

## Listplaceringar
| Lista (2006) | Position |
| ------------ | -------- |
| Sverige      | 45       |

### Fotnoter
1. ↑  ”Svensk mediedatabas”. http://smdb.kb.se/catalog/id/002057313. Läst 26 maj 2011.
2. ↑  ”Svensk mediedatabas”. http://smdb.kb.se/catalog/id/002057408. Läst 26 maj 2011.
3. ↑  ”Svensk mediedatabas”. Arkiverad från originalet den 16 december 2014. https://web.archive.org/web/20141216124424/http://smdb.kb.se/catalog/id/002026698. Läst 26 maj 2011.
4. ↑  Placeringar på den svenska singellistan